# Lista de membros da Academia Nacional de Engenharia dos Estados Unidos (mecânica)
Esta lista é uma subseção da Lista de membros da Academia Nacional de Engenharia dos Estados Unidos, que inclui mais de 2 mil membros atuais da Academia Nacional de Engenharia dos Estados Unidos, cada um deles afiliados a uma das 12 seções disciplinares. É dado o nome do membro, sua instituição primária e o ano da eleição. Esta lista não inclui membros mortos.

## Engenharia Mecânica
| Nome                        | Instituição                                           | Ano da eleição |
| --------------------------- | ----------------------------------------------------- | -------------- |
| J. Karl Hedrick             | Universidade da Califórnia em Berkeley                | 2014           |
| Mary Cunningham Boyce       | Instituto de Tecnologia de Massachusetts              | 2012           |
| Huajian Gao                 | Universidade Brown                                    | 2012           |
| Juan Carlos Lasheras        | Universidade da Califórnia em San Diego               | 2012           |
| Jyotirmoy Mazumder          | Universidade de Michigan                              | 2012           |
| Andrea Prosperetti          | Universidade Johns Hopkins                            | 2012           |
| Nadine Aubry                | Universidade Carnegie Mellon                          | 2011           |
| Daniel M. Hancock           | General Motors Corporation                            | 2011           |
| Ares J. Rosakis             | Instituto de Tecnologia da Califórnia                 | 2011           |
| Alexander Smits             | Universidade de Princeton                             | 2011           |
| Wallace R. Wade             | Ford Motor Company                                    | 2011           |
| Gang Chen                   | Instituto de Tecnologia de Massachusetts              | 2010           |
| Derrick M. Kuzak            | Ford Product Development Center                       | 2010           |
| Anthony Leonard             | Instituto de Tecnologia da Califórnia                 | 2010           |
| Stephen B. Pope             | Universidade Cornell                                  | 2010           |
| John C. Wall                | Cummins Inc                                           | 2010           |
| Xiang Zhang                 | Universidade da Califórnia em Berkeley                | 2010           |
| Selim A. Chacour            | Universidade do Sul da Flórida                        | 2009           |
| Andrew Jackson              | Universidade da Pensilvânia                           | 2009           |
| John Kim                    | Universidade da Califórnia em Los Angeles             | 2009           |
| Dennis N. Assanis           | Universidade de Michigan, Universidade de Stony Brook | 2008           |
| Paul N. Blumberg            | Ford Motor Company (aposentado)                       | 2008           |
| Robert F. Sawyer            | Universidade da Califórnia em Berkeley                | 2008           |
| Zhigang Suo                 | Universidade Harvard                                  | 2008           |
| John O. Hallquist           | Livermore Software Technology Corporation             | 2007           |
| Paul John Kern              | The Cohen Group                                       | 2007           |
| Stelios Kyriakides          | Universidade do Texas em Austin                       | 2007           |
| Robert E. Nickell           | Applied Science and Technology                        | 2007           |
| Thomas G. Stephens          | General Motors Corporation                            | 2007           |
| Cristina H. Amon            | Universidade de Toronto                               | 2006           |
| Vijay K. Dhir               | Universidade da Califórnia em Los Angeles             | 2006           |
| George M. Homsy             | Universidade da Colúmbia Britânica                    | 2006           |
| Davorin D. Hrovat           | Ford Motor Company                                    | 2006           |
| A. Galip Ulsoy              | Universidade de Michigan                              | 2006           |
| Ivo Babuška                 | Universidade do Texas em Austin                       | 2005           |
| John R. Howell              | Universidade do Texas em Austin                       | 2005           |
| Arunava Majumdar            | Departamento de Energia dos Estados Unidos            | 2005           |
| Robert M. McMeeking         | Universidade da Califórnia em Santa Bárbara           | 2005           |
| Roger R. Schmidt            | IBM                                                   | 2005           |
| Pol D. Spanos               | Universidade Rice                                     | 2005           |
| Elizabeth B. Dussan V.      | Schlumberger                                          | 2004           |
| E. Trifon Laskaris          | GE Global Research                                    | 2004           |
| Roger L. McCarthy           | McCarthy Engineering                                  | 2004           |
| David C. Wisler             | DBW Enterprises, LLC                                  | 2004           |
| Thomas W. Asmus             | DaimlerChrysler Corporation                           | 2003           |
| John H. Lienhard            | Universidade de Houston                               | 2003           |
| Joseph M. Colucci           | Automotive Fuels Consulting, Inc.                     | 2002           |
| Ronald K. Hanson            | Universidade Stanford                                 | 2002           |
| William A. Sirignano        | Universidade da Califórnia em Irvine                  | 2002           |
| Rodney J. Tabaczynski       | RJ Technologies, L.L.C.                               | 2002           |
| Rodica A. Baranescu         | Universidade de Illinois em Chicago                   | 2001           |
| Richard W. Couch, Jr.       | Hypertherm, Inc.                                      | 2001           |
| Fazle Hussain               | Universidade de Houston                               | 2001           |
| Marshall G. Jones           | GE Corporate Research and Development                 | 2001           |
| Sia Nemat-Nasser            | Universidade da Califórnia em San Diego               | 2001           |
| Albert P. Pisano            | Universidade da Califórnia em Berkeley                | 2001           |
| Howard R. Baum              | Universidade de Maryland                              | 2000           |
| David M. Kelley             | Universidade Stanford                                 | 2000           |
| Alan Needleman              | Universidade do Norte do Texas                        | 2000           |
| Yih-Ho Michael Pao          | Floating Windfarms Corporation                        | 2000           |
| Stuart B. Savage            | Universidade McGill                                   | 2000           |
| Jay Wetzel                  | General Motors Corporation                            | 2000           |
| Benton F. Baugh             | Universidade de Houston                               | 1999           |
| Bernard I. Robertson        | DaimlerChrysler Corporation                           | 1999           |
| Peter G. Simpkins           | Universidade de Syracuse                              | 1999           |
| Katepalli R. Sreenivasan    | Universidade de Nova Iorque                           | 1999           |
| Frank E. Talke              | Universidade da Califórnia em San Diego               | 1999           |
| James A. Fay                | Instituto de Tecnologia de Massachusetts              | 1998           |
| John B. Heywood             | Instituto de Tecnologia de Massachusetts              | 1998           |
| David Japikse               | Concepts NREC                                         | 1998           |
| Wolfgang Knauss             | Instituto de Tecnologia da Califórnia                 | 1998           |
| Carl G. Langner             | Carl Langner & Associates                             | 1998           |
| Subbiah Ramalingam          | Universidade de Minnesota                             | 1998           |
| Hadi Abu-Akeel              | Amteng Corporation                                    | 1997           |
| Alice Agogino               | Universidade da Califórnia em Berkeley                | 1997           |
| Fazil Erdogan               | Universidade Lehigh                                   | 1997           |
| Edward E. Hagenlocker       | Ford Motor Company                                    | 1997           |
| Leon M. Keer                | Universidade Northwestern                             | 1997           |
| Parviz Moin                 | Universidade Stanford                                 | 1997           |
| Ronald Adrian               | Universidade do Estado do Arizona                     | 1996           |
| Zdeněk Bažant               | Universidade Northwestern                             | 1996           |
| Frank Incropera             | Universidade de Notre Dame                            | 1996           |
| Bruce M. Lake               | TRW Space & Electronics Group                         | 1996           |
| Richard H. MacNeal          | MSC Software                                          | 1996           |
| Francis C. Moon             | Universidade Cornell                                  | 1996           |
| Karl J. Springer            | Southwest Research Institute                          | 1996           |
| Allan J. Acosta             | Instituto de Tecnologia da Califórnia                 | 1995           |
| François Castaing           | Castaing & Associates                                 | 1995           |
| George J. Dvorak            | Instituto Politécnico Rensselaer                      | 1995           |
| Nancy Deloye Fitzroy        | GE Global Research                                    | 1995           |
| Thomas J.R. Hughes          | Universidade do Texas em Austin                       | 1995           |
| Charles R. Steele           | Universidade Stanford                                 | 1995           |
| David B. Bogy               | Universidade da Califórnia em Berkeley                | 1994           |
| Stephen Howard Davis        | Universidade Northwestern                             | 1994           |
| Woodie Flowers              | Instituto de Tecnologia de Massachusetts              | 1994           |
| Sidney J. Green             | Schlumberger Data & Consulting Services               | 1994           |
| David H. Pai                | Foster Wheeler Development Corporation                | 1994           |
| Leroy M. Fingerson          | TSI, Inc                                              | 1993           |
| Sidney Leibovich            | Universidade Cornell                                  | 1993           |
| Donald E. Ross              | Jaros Baum & Bolles                                   | 1993           |
| Charles Marstiller Vest     | Academia Nacional de Engenharia dos Estados Unidos    | 1993           |
| Ted Belytschko              | Universidade Northwestern                             | 1992           |
| Arthur E. Bergles           | Instituto Politécnico Rensselaer                      | 1992           |
| T. Dixon Dudderar           | Bell Labs, Lucent Technologies                        | 1992           |
| Fredric F. Ehrich           | GE Aviation                                           | 1992           |
| Robert J. Schultz           | General Motors Corporation                            | 1992           |
| Donald W. Bahr              | GE Aviation                                           | 1991           |
| Frederick J. Mancheski      | Echlin Inc.                                           | 1991           |
| Tony Maxworthy              | Universidade do Sul da Califórnia                     | 1991           |
| Stephen C. Jacobsen         | Universidade de Utah                                  | 1990           |
| Charles A. Amann            | General Motors Corporation                            | 1989           |
| Rodney James Clifton        | Universidade Brown                                    | 1989           |
| Robert James Eaton          | DaimlerChrysler Corporation                           | 1989           |
| Ronald P. Nordgren          | Universidade Rice                                     | 1989           |
| Ernest L. Daman             | Foster Wheeler Development Corporation                | 1988           |
| Chieh-Su Hsu                | Universidade da Califórnia em Berkeley                | 1988           |
| John L. Mason               | Independent Consultant                                | 1988           |
| Clayton Daniel Mote         | Universidade de Maryland                              | 1988           |
| John Tinsley Oden           | Universidade do Texas em Austin                       | 1988           |
| Donald E. Petersen          | Ford Motor Company                                    | 1988           |
| Leroy H. Smith, Jr.         | GE Aviation                                           | 1988           |
| Ward O. Winer               | Instituto de Tecnologia da Geórgia                    | 1988           |
| Michael M. Carroll          | Universidade Rice                                     | 1987           |
| Herbert S. Cheng            | Universidade Northwestern                             | 1987           |
| Richard Monson Christensen  | Universidade Stanford                                 | 1987           |
| Richard C. Chu              | IBM                                                   | 1987           |
| Melvin F. Kanninen          | MFK Consulting Services                               | 1987           |
| Benjamin Y.H. Liu           | MSP Corporation                                       | 1987           |
| Raymond Viskanta            | Universidade de Purdue                                | 1987           |
| Albert S. Kobayashi         | Universidade de Washington                            | 1986           |
| Toshio Mura                 | Universidade Northwestern                             | 1986           |
| Jerome G. Rivard            | Ford Motor Company                                    | 1986           |
| Ephraim M. Sparrow          | Universidade de Minnesota                             | 1986           |
| Richard J. Goldstein        | Universidade de Minnesota                             | 1985           |
| Howard H. Kehrl             | General Motors Corporation                            | 1985           |
| Shih-Ying Lee               | Instituto de Tecnologia de Massachusetts              | 1985           |
| Yih-Hsing Pao               | Zhejiang University                                   | 1985           |
| James W. Dally              | Universidade de Maryland                              | 1984           |
| Philip W. Lett              | PWL, Inc.                                             | 1984           |
| Franklin K. Moore           | Universidade Cornell                                  | 1984           |
| Joseph L. Smith, Jr.        | Instituto de Tecnologia de Massachusetts              | 1984           |
| John W. Hutchinson          | Universidade Harvard                                  | 1983           |
| Jan Achenbach               | Universidade Northwestern                             | 1982           |
| Kenneth E. Haughton         | Independent Consultant                                | 1982           |
| George Leitmann             | Universidade da Califórnia em Berkeley                | 1982           |
| Robert C. Crooke            | Global Marine Inc.                                    | 1981           |
| Arthur P. Adamson           | GE Aviation                                           | 1980           |
| James Robert Rice           | Universidade Harvard                                  | 1980           |
| Herbert H. Richardson       | Texas A&M University System                           | 1980           |
| Beno Sternlicht             | Benjosh Management Corporation                        | 1980           |
| Donald C. Berkey            | General Electric Company                              | 1979           |
| Charlie Taylor              | Universidade da Flórida                               | 1979           |
| George Nicholas Hatsopoulos | Pharos, LLC                                           | 1978           |
| Simon Ostrach               | Case Western Reserve University                       | 1978           |
| Stephen Harry Crandall      | Instituto de Tecnologia de Massachusetts              | 1977           |
| Robert C. Dean, Jr.         | Synergy Innovations, Inc.                             | 1977           |
| Ronald L. Geer              | Shell Oil Company                                     | 1977           |
| Philip Gibson Hodge         | Universidade Stanford                                 | 1977           |
| Eneas D. Kane               | Chevron Corporation                                   | 1977           |
| William M. Kays             | Universidade Stanford                                 | 1977           |
| Frederick F. Ling           | Universidade do Texas em Austin                       | 1977           |
| Ronald F. Probstein         | Instituto de Tecnologia de Massachusetts              | 1977           |
| Rupert L. Atkin             | TRW Inc.                                              | 1975           |
| Bruno Adrian Boley          | Universidade Columbia                                 | 1975           |
| Gordon H. Millar            | Independent Consultant                                | 1975           |
| William G. Agnew            | General Motors Corporation                            | 1974           |
| Robert M. Drake, Jr.        | Universidade de Kentucky                              | 1974           |
| Robert Plunkett             | Universidade de Minnesota                             | 1974           |
| Richard Joseph Grosh        | Ranco Management Corporation                          | 1969           |